# Montes Rimutaka
La sierra de Rimutaka (en inglés Rimutaka Range) es una de las cordilleras de la isla Norte de Nueva Zelanda que forman una cadena que transcurre paralela a la costa este de la isla entre cabo Este y Wellington. La cadena situada en la parte sur de la isla además de por la sierra de Rimutaka está formada por la sierra de Ruahine y la sierra de Tararua. La Rimutaka recorre unos 55 kilómetros de suroeste a noreste desde Turakirae Head en el borde oriental de la bahía Palliser hasta el tramo superior del valle Hutt donde se une con la parte sur de la sierra de Tararua. El pico más alto de la sierra de Rimutaka es el monte Matthews, de 940 metros sobre el nivel del mar.
Para cruzar esta cadena desde el valle Hutt a Featherston hay una estrecha carretera que forma parte de la red de la autopista estatal 2. En la cumbre hay un mirador. También hay líneas ferroviaria para subir a la sierra de Rimutaka, que incluye la famosa inclinada de Rimutaka, un raro ejemplo del sistema Fell. Se inauguró el 12 de agosto de 1878 y operó hasta el 30 de octubre de 1955, cuando fue reemplazado por el túnel de Rimutaka. Este túnel permite pasar a la línea de Wairarapa directamente por debajo de la cordillera, y la anterior ruta inclinada es ahora una popular vía verde. Una sociedad histórica, la fundación de la vía ferroviaria inclinada de Rimutaka, está actualmente buscando reconstruir la inclinada con fines turísticos como atracción histórica.